# North Liberty (Iowa)
North Liberty é uma cidade localizada no estado americano de Iowa, no Condado de Johnson.

## Demografia
Segundo o censo americano de 2000, a sua população era de 5367 habitantes.
Em 2006, foi estimada uma população de 9994, um aumento de 4627 (86.2%).

## Geografia
De acordo com o United States Census Bureau tem uma área de
17,6 km², dos quais 17,6 km² cobertos por terra e 0,0 km² cobertos por água.

## Localidades na vizinhança
O diagrama seguinte representa as localidades num raio de 12 km ao redor de North Liberty.